# محمدآباد عنبری
محمدآباد عنبری، روستایی در دهستان گنج‌آباد بخش اسماعیلی شهرستان جیرفت در استان کرمان ایران است.

## جمعیت
بر پایه سرشماری عمومی نفوس و مسکن در سال ۱۳۹۵، جمعیت این روستا برابر با ۶۴ نفر (۱۹ خانوار) بوده‌است.